# Leistungsklasse A 1994/95
Die Saison 1994/95 der Leistungsklasse A war die sechste Austragung der höchsten Spielklasse im Schweizer Fraueneishockey und zugleich die neunte Schweizer Meisterschaft. Den Titel gewann zum zweiten Mal in der Vereinsgeschichte die Frauenmannschaft des SC Lyss. Der letztjährige Aufsteiger  EHC Marzili-Länggasse aus Bern stieg wieder in die Leistungsklasse B ab, einen Aufsteiger aus der zweiten Spielklasse gab es aufgrund einer Ligenreform nicht.
Eine ganze Reihe von Spielerinnen aus Nordamerika und Finnland dominierten den Saisonverlauf, unter anderem Kelly O’Leary, Petra Vaarakallio, Tiia Reima und France Montour.

## Tabelle
Abkürzungen:S = Siege, U= Unentschieden, N = Niederlagen
| Rang | Verein                | Spiele | S  | U | N  | Tore    | Punkte |
| ---- | --------------------- | ------ | -- | - | -- | ------- | ------ |
| 1.   | SC Lyss               | 18     | 16 | 0 | 2  | 170:051 | 32     |
| 2.   | EHC St. Gallen        | 18     | 15 | 1 | 2  | 172:056 | 31     |
| 3.   | EV Zug                | 18     | 11 | 3 | 4  | 111:059 | 25     |
| 4.   | EHC Bülach            | 18     | 9  | 2 | 7  | 107:079 | 20     |
| 5.   | DHC Langenthal        | 18     | 6  | 0 | 12 | 077:116 | 12     |
| 6.   | SC Weinfelden         | 18     | 2  | 0 | 16 | 045:138 | 4      |
| 7.   | EHC Marzili-Länggasse | 18     | 1  | 0 | 17 | 025:208 | 2      |